# スタン・ハンセン
スタン・ハンセン（Stan Hansen、本名：John Stanley Hansen II、1949年8月29日 - ）は、アメリカ合衆国の元プロレスラー。テキサス州ノックスシティ出身。デンマーク系アメリカ人。
日本で最も成功したといわれる外国人レスラーの1人。第32代AWA世界ヘビー級王者。第2代PWF会長。なお、現夫人は日本人で息子が2人いる。
また、ラリアットを生み出した人物でもある。

## 来歴

### 出生から来日まで
ウエスト・テキサス州立大学卒業後、プロフットボール球団のボルティモア・コルツ（現インディアナポリス・コルツ）、サンディエゴ・チャージャーズに入団するが、最終的に解雇され、故郷の中学校で教鞭を執った。その頃、大学のフットボール部の先輩であった旧知のテリー・ファンクから声がかかり、プロレスにスカウトされた（当時ハンセンは教職の収入面に不満を持っており、スカウトに快諾した）。1973年1月1日、アマリロ地区にてプロレスラーとしてデビュー。同地区では若手時代のジャンボ鶴田やボブ・バックランドとも邂逅した。
以降、フロリダ地区などを転戦してキャリアを積んだ後、ミッドサウス地区でフランク・グーディッシュとのタッグチームで活動。1974年10月10日にUSタッグ王座を獲得し、初戴冠を果たす。その後、フリッツ・フォン・エリックが主宰していたダラス地区を経て、1976年上期にWWWFに登場。同年4月26日、ニューヨークのマディソン・スクエア・ガーデンにて、当時のWWWFヘビー級王者ブルーノ・サンマルチノの首を骨折させた事件（実際は後述のとおり、ハンセンがボディスラムを失敗したことによる重度の頸椎捻挫であったが、ウエスタン・ラリアットによるものとして宣伝された）で有名になった。この一件後、ハンセンはサンマルチノとの遺恨劇でWWWFのリングを賑わせるが、以降はクラッシャー（壊し屋）の烙印を押されたために対戦を嫌われ、アメリカでの活躍の機会は少なくなった。

### 来日後
日本初参戦は1975年9月の全日本プロレス。まだ一介の若手であったが、シリーズ最終戦は蔵前国技館でのダブル・メインを控えたセミファイナル・マッチであった（対戦相手は当時全日本のNo.3だったザ・デストロイヤー）。ジャイアント馬場はギャラを手渡す際「いい試合をしてくれた」と声を掛けたが、馬場のハンセンに対する本音は「馬力だけの不器用なレスラー」だったという。
サンマルチノ戦後の1977年1月、WWWFとの提携ルートで新日本プロレスに初参戦。同年秋の再来日からはシリーズの外国人エースを務め、9月2日に愛知県体育館にてアントニオ猪木のNWFヘビー級王座に初挑戦。9月29日には大阪府立体育館にてザ・ハングマンをパートナーに、坂口征二&ストロング小林の北米タッグ王座にも挑戦した。
以降、新日本プロレスの主力外国人選手となり、1979年の「第2回MSGシリーズ」ではアンドレ・ザ・ジャイアントを抑えて猪木と優勝戦を闘い、1980年2月にはウィリー・ウィリアムスが観戦する面前で猪木からNWFヘビー級王座を奪取した。以後も猪木のライバルとして成長し、NWF王座をめぐる名勝負を展開した。
1980年9月25日の広島県立体育館大会では、ハンセンがウエスタン・ラリアットを放つ寸前で猪木がラリアットを放ったことから「0.X秒差の逆ラリアート」と呼ばれるドラマを生み、それまでのメイン・イベンターであったタイガー・ジェット・シンを抜いて新日本プロレスのトップ外国人レスラーとなった。またハルク・ホーガンとの強力タッグも話題を集めた。
その圧倒的な強さは、当時のテレビ朝日実況アナウンサー古舘伊知郎により、「不沈艦」「ブレーキの壊れたダンプカー」などと形容された。当時のアメリカではジョージア州を主戦場に活躍する一方、1981年には再びニューヨークのWWFに参戦。MSG定期戦において旧友ボブ・バックランドのWWFヘビー級王座に3か月連続で挑戦している（3度目の挑戦となる同年4月6日の定期戦では、スチール・ケージ・マッチによる決着戦が行われた）。
その後、1981年の「第4回MSGシリーズ」、8月シリーズ、「第2回MSGタッグ・リーグ戦」に参戦。8月シリーズ最終戦である9月23日には田園コロシアムにおいて、アンドレと伝説として語り継がれる名勝負を産んだ。この一戦を見ていた7、8人の観客がハチに刺されたが、観客はそのまま医務室に行かず最後まで試合を見届けたという逸話がある。「第2回MSGタッグ・リーグ戦」にはディック・マードックとの「テキサス・ロングホーンズ」で出場した。しかし、新日本プロレス関係者は「第4回MSGシリーズ」以降、全日本プロレスによるハンセン引き抜き工作がすでに行われていたことを知る由もなかった。

### 全日本プロレスからの引き抜き
1981年5月にアブドーラ・ザ・ブッチャーを新日本プロレスに引き抜かれた全日本プロレスと『全日本プロレス中継』の放映局であった日本テレビは、新日本プロレス「第4回MSGシリーズ」開催中に、新日本プロレスの外国人選手を引き抜くという報復工作を行うことを決定した。引き抜き工作は『全日本プロレス中継』のプロデューサーであった原章が馬場に提案し、馬場も引き抜き工作を行う事に即決で合意したという。引き抜き工作における予算も日本テレビから降り、『'81スーパー・パワー・シリーズ』終了後の6月13日、馬場と原は、直ちにハンセンを引き抜くべくテキサス州ダラスへ向かった（馬場と原はハンセンの他にも、シンの引き抜き工作も同時に開始し、テリー・ファンクとの会談後にカナダ・オンタリオ州トロントにも向かっている）。6月15日にテリー・ファンクの仲介によってダラス・フォートワース国際空港に隣接するホテルにて馬場と会談を持ち、新日本プロレスから全日本プロレスへの移籍を確約し、新日本の年内日程を消化させた後、12月13日開催の「'81世界最強タッグ決定リーグ戦」蔵前国技館大会に登場させる事も確約した。ハンセンの試合がない場合でも、ハンセンが『全日本プロレス中継』に登場した場合は違約金が発生する事になるため、「'81世界最強タッグ決定リーグ戦」蔵前大会の直前までに新日本に対する違約金を支払うことも合意した。12月初旬の段階で馬場夫妻とブッカーのザ・ファンクス以外には、竹内宏介などごく限られた関係者しか知らされておらず、そのためブルーザー・ブロディは、長くファンクスに対し不信感を持つこととなった。和田京平によれば当初はホーガンを引き抜く予定であり、ホーガンは一度は全日本移籍を快諾したが、最終的にホーガンは新日本残留を決意したために（この件に関してテリーは激怒し、ディック・スレーターを引き連れてホーガンが宿泊していた新宿のホテルへ乗り込んだ）、引き抜きのターゲットをハンセンに変更したという。
11月29日に新日本プロレスと全日本プロレスは山梨県内で昼間に興行を行った（新日本は富士急ハイランドで、全日本は石和町小松農園パブリックホールでそれぞれ開催）。同日には、東京スポーツに対して、「ハンセン、ブロディ、ファンクスが山梨県から帰京直後に六本木のディスコで騒いでいる」という目撃情報が寄せられ、東京スポーツはハンセンの動向を注視するようになる。翌11月30日も新日本プロレスと全日本プロレスは愛知県内で興行を行い（新日本は岡崎市体育館で、全日本は愛知県体育館でそれぞれ開催）、両団体の外国人選手は名古屋市内の同じホテルに宿泊する事になっていた。ハンセンはホテルに張り込んでいた東京スポーツの記者に対して、「オレはブロディとは昔、タッグを組んだ仲。旧交を温めにきた」と話し、そのままホテル内へ消え、ホテルの一室でハンセンは、ブロディに対して全日本移籍を打ち明けた。後にハンセンは「打ち明けると、ブロディは了承してくれた。だが、馬場や全日本のオフィスから何も説明がないことが気に食わなくてナーバスになっていた。もちろん全日本はブロディをトップガイとしてプッシュしていたが、ブッチャーが新日本に来た時、何も説明を受けていなかった私が傷つけられたように、フランク（ブロディの本名）も同じ思いを抱いていたんだとわかった」と述べている。
ハンセンは12月11日に、新日本プロレス「第2回MSGタッグ・リーグ戦」最終戦が行われた大阪から帰京直後、新日本の定宿であった京王プラザホテルをチェックアウトし、全日本プロレスが用意したホテルである高輪東武ホテルへ移動した。新日本関係者は帰京当日の午後、ハンセンを成田空港へ送るために京王プラザホテルへ向かったが、すでにハンセンの姿はなかった。前日に行われた「第2回MSGタッグ・リーグ戦」大阪府立体育館大会は同日に『ワールドプロレスリング』にて録画中継され、新日本関係者も「来日経験の豊富なハンセンが独断で帰国したのだろう」と思っていた。12月31日まで新日本プロレスとの契約が残っていたハンセンは、同日に新日本に対して契約のキャンセル通告書と違約金1万ドルの小切手を送付した。翌12月12日の全日本プロレス「'81世界最強タッグ決定リーグ戦」横須賀市総合体育会館大会にブロディを激励するために現れ、ジョー樋口の案内で外国人選手控室へ向かい、控室にてブロディに対してハンセン本人が直接状況説明をしたと同時に、ハンセンは「明日にはアメリカへ帰る」とコメントしていたが、東京スポーツは翌12月13日の蔵前大会にもハンセンが来場すると予想し、デスクは「ハンセンが乱入した場合はラリアットを取り逃すな!」と記者やカメラマンに対して指示を出していた。
12月13日の蔵前国技館で行われた「'81世界最強タッグ決定リーグ戦」最終戦にブルーザー・ブロディ&ジミー・スヌーカ組のセコンドとして全日本プロレスに登場。当日の実況を務めた倉持隆夫は、「第2回MSGタッグ・リーグ戦」に参戦していたハンセンの名前をいきなり出すのはまずいと考え、控室を出た際は「これは誰でしょうか?ウエスタンハットをかぶった大型の男」と実況していたが、花道に登場した際に「あっ!スタン・ハンセンだ!スタン・ハンセンがセコンドですね」と実況した他、山田隆も「ハンセンですよ!」と声を上ずらせた。試合中に場外でテリーにラリアットを放ってKOしたことで会場は騒然となり、試合後もファンクスに暴行を加え続けたため馬場が駆けつけ、ハンセンを脳天チョップで流血させるなどの乱闘を演じ、馬場は「他人の家に土足で入ってくるようなマネをしてくれた。絶対に許せない。一騎打ちで戦う」と声を荒らげた。全日本に移籍する際、ハンセンは馬場に対して「ここに来ても、自分のスタイルを変えるつもりはない」と伝え、馬場は「むしろ変えてほしくない。そのままの闘い方でウチのリングを変えてくれ」と返答したという。当時の全日本プロレスは『全日本プロレス中継』の土曜夕方枠への変更が引き金となり、業績が悪化していた。新日本プロレス内部でも「全日本プロレスが近い内に崩壊する」という噂まであったという。ハンセンが新日本に送った契約のキャンセル通告書と違約金1万ドルの小切手は、翌12月14日に新日本事務所へ届けられた。「第2回MSGタッグ・リーグ戦」の放送は、12月8日に蔵前国技館で行われた猪木&藤波辰巳VSハンセン&ローラン・ボックは12月18日に『ワールドプロレスリング』にて、「'81世界最強タッグ決定リーグ戦」優勝決定戦は12月26日に『全日本プロレス中継』にてそれぞれ録画中継された。なお、『ワールドプロレスリング』における1981年最後の放送となった12月25日放送の愛知県体育館大会（12月1日開催）で行われたハンセンVSキラー・カーンは未放送となった。
ハンセンの移籍は秘密裏に行われており、ファンばかりでなく、当時の関係者をも大いに驚かせた。和田は「'81世界最強タッグ決定リーグ戦」最終戦当日、控室にいたハンセンを見つけて「仲がいいから遊びに来たのかな」と最初は思っていたが、ブロディ&スヌーカの入場の際には「えっ?なんでハンセンがいるんだ?」と驚いていた他、ハンセンがテリーにラリアットを放った時点で、ハンセンが全日本に移籍する事が分かったという。倉持はハンセンの試合を『ワールドプロレスリング』で観ていたためウエスタン・ラリアットを知っており、ハンセンがテリーにラリアットを放った時には「おっと外ではウエスタンラリアート!ウエスタンラリアートが見えました。スタン・ハンセンはとうとう手を出しました」と実況し、日本テレビのアナウンサーでは、実況において初めてウエスタン・ラリアットの名前を出したアナウンサーとなった。「'81世界最強タッグ決定リーグ戦」最終戦を『全日本プロレス中継』で観ていたケンドーコバヤシは、当初は「倉持もハンセンの全日本移籍は知っていたのではないか」と考えていたが、倉持は、2010年に倉持の息子からコバヤシに自身の著書をプレゼントした際に添付した手紙の中で「当日蔵前大会にハンセンが来ることは知らなかった」と否定している。『全日本プロレス中継』のプロデューサーであった原は、当時のことを「全日本旗揚げ当時の外国人招聘ルートの開拓のようなものだった」と述懐している。当時ゴングの編集スタッフであった小佐野景浩は後に「新日本田園コロシアム大会におけるアンドレ戦以前から、全日本参戦が決定していたのには驚いた」と語っている。
当時、全日本と新日本は主力外国人選手の引き抜き合戦の最中にあり、ハンセンの電撃参戦は最大の事件として記憶されている。坂口は、「第2回MSGタッグ・リーグ戦」「'81世界最強タッグ決定リーグ戦」終了後に『別冊ゴング』1982年1月号と『月刊プロレス』1982年2月号を読んで、全日本による引き抜き工作がすでに行われていたことをようやく知り、坂口はゴングが引き抜きに関与しているとして小佐野を呼び出して事情聴取を行ったという。ブッチャーを全日本から引き抜いて先に戦争を仕掛けた側の新日本は、ハンセンを引き抜き返されたことで馬場に休戦を申し入れるなど、ハンセンの移籍が両団体の戦争に終止符を打った形となった。
後にハンセンは、全日本移籍について「1社独占ではなく、ライバル会社があってこそ発展する。お互い切磋琢磨するからこそ、それぞれがレベルアップしていき、それがギャラのアップにもつながる。金銭面での好条件を提示され、自分の力で低迷していた全日本プロレスを復活させるべく移籍を決意した」「ブッチャーの新日本への移籍は、まったくの寝耳に水だった。なぜ全日本から引き抜いてまでブッチャーが必要なのかわからなかったし、トップレスラーとしてのプライドを傷つけられた思いだった。おそらく当時の新日本は、全日本を潰そうとしていた思いだった。ただ、全日本が崩壊したら、レスラーは新日本に移籍する事になる。そうなれば自分のポジションが危うくなるのは明白だ。そうであるならば、全日本の救世主になろうと思った」などと語っている。

### 全日本プロレスへの公式移籍後
1982年の「'82新春ジャイアント・シリーズ」の中盤戦である1月15日の木更津大会から全日本プロレスに参戦。初戦で阿修羅・原と対戦し、ウエスタン・ラリアットで原をKOして病院送りに追い込んだ。1月22日の長崎国際体育館大会では、試合後に馬場をウエスタン・ラリアットでKOした。2月4日に東京体育館では馬場が保持するPWF世界ヘビー級王座に挑戦し、両者反則に終わったものの、この年のプロレス大賞年間最高試合賞を受賞した。和田は「それまでは客足が落ちていた。木更津大会で超満員となった後も、全国の会場では超満員が続いた。ハンセン効果は絶大だった」と懐述している。
その後も馬場や鶴田、天龍源一郎と闘うが、鶴田との試合は旧知の間柄であることもあって、噛み合わない試合が多かった。1983年9月8日の千葉公園体育館大会において、馬場からPWF世界ヘビー級王座を奪取した。また、ブロディと組んだ「ミラクルパワーコンビ」は圧倒的な強さを誇った。ミラクルパワーコンビと並行してロン・バスとのカウボーイ・タッグチーム「ラリアット・ライダーズ」を結成し、1983年4月12日に馬場&鶴田を破ってインターナショナル・タッグ王座も獲得している。ブロディとのコンビ解消後はテッド・デビアス、テリー・ゴディらを新パートナーに、PWF世界タッグ王座、世界タッグ王座を数回獲得、最強タッグでも優勝を果たした。また天龍とのコンビでも世界タッグ王座を獲得したほか、史上初の最強タッグ全勝優勝を達成した。

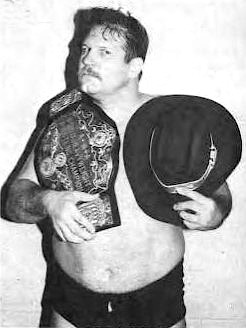
AWA世界ヘビー級王者時代（1985年）

アメリカでは1985年12月29日、ニュージャージー州イーストラザフォードでリック・マーテルを破りAWA世界ヘビー級王座を奪取。以後、サージェント・スローター、マーテル、ジェリー・ブラックウェル、レオン・ホワイト、カート・ヘニング、デビッド・サンマルチノ、鶴田、長州力、ニック・ボックウィンクルを相手に防衛を続け、本国での地位も確かなものとした。戴冠中の1986年3月29日には、自身の保持するAWA世界ヘビー級およびPWFヘビー級両王座と、インターナショナル・ヘビー級王座を保持する鶴田との間で、日本初となるトリプル・タイトルマッチが実現した。なおAWA世界ヘビー級王座はAWA本部より「スケジュールに従わなかった」として1986年に剥奪処分を受けたが、ジャイアント馬場からAWA本部にタイトル戦のスケジュールが通知されていたことを理由にその後もベルトを保持しジャンボ鶴田や天龍源一郎との防衛戦を行っている。ハンセンは最終的にベルトをAWA本部に返却したが、自分の車でベルトを轢き潰して破壊した上で返却したという。
1988年3月5日に秋田市立体育館で行われた天龍&原（龍原砲）対ハンセン&ゴディでは、龍原砲のサンドイッチ延髄斬りを食らったハンセンが数十秒間失神するハプニングが発生。意識を取り戻したハンセンは猛然と天龍に襲い掛かり、椅子で滅多打ちにし、カウベルで殴打し、強烈な張り手をくらわす、『全日本プロレス中継』の解説席にいた馬場と山田隆を襲撃するなどすさまじい暴れっぷりを見せた。その後も館内の全てのドアを開けながら龍原砲の控室を襲撃しようとしたため、和田京平は龍原砲と取材陣に対して退避指示を出し、龍原砲と取材陣は慌てて会場を後にした。翌日の三沢大会でもセミファイナルに出場する天龍を試合前に襲撃し、3月9日に横浜文化体育館で行われた一騎打ち（PWF・UN二冠戦）では、逆に天龍が試合後のハンセンの控室に殴り込み、再び大乱闘を演じている。
1990年2月10日、新日本プロレス主催の東京ドーム大会では、目玉の一つとなった「新日本vs全日本」の一環として、当時IWGPヘビー級王者であったビッグバン・ベイダーに挑戦。両者リングアウトとなるも、ド迫力の戦いは語り草となった。4月13日の日米レスリングサミットでは、メインイベントでハルク・ホーガンと対戦。以後6月まで、レンタルという形で再び新日本プロレスのリングに立ち、長州とタッグを組んだほか、武藤敬司、蝶野正洋、橋本真也の闘魂三銃士とも対戦した。この年はホームの全日本のリングでは6月にテリー・ゴディを下し三冠ヘビー級王座初戴冠を果たし、10月にはWCWでレックス・ルガーを破りUSヘビー級王座を奪取するなど（後述）、日米の全メジャー団体のトップ選手たちと全方位的な戦いを繰り広げた。
天龍、鶴田が去った後も、プロレス四天王の壁として強さを見せ続けた。チャンピオン・カーニバルでは1992年と1993年で2連覇を達成した（2度とも決勝の相手は三沢光晴。なお、1992年は全勝優勝）。1990年代後半は衰えたと言われながらも、1998年にはベイダー、1999年には田上明と組んで世界最強タッグ決定リーグ戦で2年連続準優勝を果たし、不沈艦健在を見せつけた。

### 引退
両膝の故障が元で2000年11月19日に引退を表明。2001年1月28日、東京ドームでのジャイアント馬場三回忌追悼興行で引退セレモニーが行われた。通常、全日本では選手が亡くなった時にしか10カウントゴングは鳴らさないが、ハンセンの功績を称えセレモニー中に異例の10カウント・ゴングが鳴らされた。新日本・全日本の両団体選手が参列する引退セレモニーもまた異例のことであった。
引退後はPWF会長を2007年7月15日まで務め（後任は衆議院議員の馳浩）、地元の少年たちにスポーツを教えつつ、悠々自適の人生を送っているという。2006年夏、2人の息子が日米親善高校野球大会に出場するのに伴い来日。遊撃手の兄、外野手の弟ともに右投げ両打ちであり、走攻守揃ったオールラウンドプレイヤーである。ハンセン自身が指導して両打ちを教えた。
2008年にはIGFにウィットネスとしてドリー・ファンク・ジュニアと共に来日した。
2009年6月、2006年に来日した息子シェーバー・ハンセンがMLBのシアトル・マリナーズにドラフト6巡目に指名され喜ぶが、数日後、三沢光晴の訃報を聞き「嬉しいことが数日前にあったのに、その直後になんて悲しいことが起こったんだ」と三沢の死を悲しんだ。

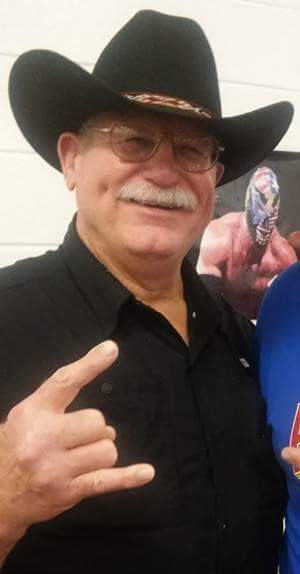
引退後（2015年）

2010年3月27日には、アリゾナ州フェニックスにて開催されたWWE殿堂の顕彰セレモニーにおいて、殿堂入りを果たしたアントニオ猪木のインダクターを務めた。
2016年3月21日放送のRAWにおいて、 ハンセン自身のWWE殿堂入りが発表された。4月2日にテキサス州ダラスのアメリカン・エアラインズ・センターにて行われた式典では、日本とアメリカを股にかけて激闘を展開したベイダーがインダクターを務めた。
2022年5月28日、新型コロナウイルスに感染。本来ならば来日し、ジャンボ鶴田23回忌追善興行や各種イベントらにも参加の予定だったが、自宅待機となり欠席となった。同年9月18日に日本武道館で行われた「全日本プロレス50周年記念興行」に3年ぶりに来日し、諏訪魔VS宮原健斗の三冠ヘビー級王座戦の特別立会人を務めた。

## アメリカでの活躍
リングネーム全盛期にあって本名でリングに上がり続けたが、アメリカでの正式なリングネームは「"Bad Boy" Stan Hansen」または「Stan "The Lariat" Hansen」である。

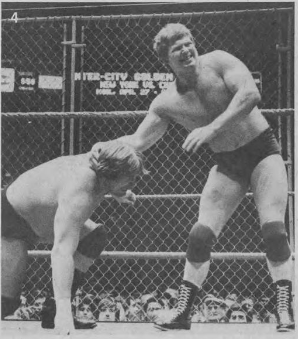
ボブ・バックランド（右）とのスチール・ケージ・マッチ（1981年）

ニューヨークのWWWF / WWF（現：WWE）にはブルーノ・サンマルチノの首折り事件を起こした1976年と、新日本プロレスの主力外国人となってからの1981年の2度に渡って参戦している（マネージャーはいずれもフレッド・ブラッシーが担当）。1976年の参戦時は7月よりブルーザー・ブロディもサンマルチノの挑戦者としてローテーションに加わり、両者は共に北東部一帯をサーキットした。1981年には前述の通り、MSG定期戦においてボブ・バックランドのWWFヘビー級王座に3か月連続で挑戦、最終的にはスチール・ケージ・マッチによる決着戦が行われている（DVD "WWE Bloodbath - The Most Incredible Cage Matches" に収録）。MSGでの金網決着戦までバックランドとの抗争アングルが組まれることは当時のWWFにおける「売れっ子ヒール」の証でもあり、ハンセン以前にはピーター・メイビア（1978年）とパット・パターソン（1979年）、以後にはジミー・スヌーカ（1982年）などがいる。また、1981年には前年にカムバックしたサンマルチノとの遺恨マッチも再現され、ペドロ・モラレスが保持していたインターコンチネンタル・ヘビー級王座にも再三挑戦した。
アメリカ本土においてもヒールに徹しており、WWFや南部のNWA圏などメジャーテリトリーでの実績を有していたことから、1980年代前半のアメリカの専門誌や業界誌の不人気レイティング（すなわち悪党人気）では上位にランクされていた。
しかし、主戦場としていたジョージア地区（ジム・バーネットが主宰していたGCW）では、1979年3月以降はベビーフェイスのポジションに回り、トミー・リッチやワフー・マクダニエルら人気選手のパートナーを務め、アブドーラ・ザ・ブッチャー、キラー・カール・コックス、ブラックジャック・ランザ、マスクド・スーパースター、イワン・コロフ、アーニー・ラッド、マーク・ルーイン、バロン・フォン・ラシク、キラー・トーア・カマタなどのヒール勢と対戦している。GCWの本拠地アトランタのオムニ・コロシアムでのクリスマス興行では、1982年にアンドレ・ザ・ジャイアント&ティト・サンタナと組んでスーパースター&スーパー・デストロイヤー&ザ・グレート・カブキ組と、1983年にはバグジー・マグロー（1984年3月に全日本マットでハンセンのPWFヘビー級王座に挑戦）と組んでロード・ウォリアーズとそれぞれ対戦した。オムニ・コロシアムでは1982年10月3日と1984年6月3日に、リック・フレアーのNWA世界ヘビー級王座に挑戦している。
タイトルは、若手時代のフランク・グーディッシュとのUSタッグ王座戴冠以降しばらく獲得の機会がなかったが、WWWF入りする直前の1976年初頭、テキサスのダラス地区（フリッツ・フォン・エリック主宰のNWAビッグタイム・レスリング）にて、キラー・ブルックスと組んでホセ・ロザリオ&アル・マドリルからNWAテキサス・タッグ王座を奪取。同年2月20日にはピーター・メイビアを破り、シングル・タイトルのNWAテキサス・ヘビー級王座も獲得した。WWWF離脱後の1977年5月2日には、古巣のミッドサウス地区にてディック・マードックからNWA北米ヘビー級王座を奪取。同王座には1978年7月にも、ポール・オーンドーフを下して返り咲いている。
主戦場GCWのフラッグシップ・タイトルであるNWAジョージア・ヘビー級王座には、1977年11月16日にディック・スレーター、1978年2月6日にミスター・レスリング2号を破り、2回にわたって戴冠。GCWでは1978年6月18日にブッチャーからNWAコロンバス・ヘビー級王座、1979年11月2日にはラッドからNWAジョージアTV王座もそれぞれ奪取している。1982年2月28日には、オムニ・コロシアムにて行われたミッドアトランティック版NWA世界タッグ王座の争奪トーナメントにオレイ・アンダーソンと組んで出場、決勝でジャック・ブリスコ&ジェリー・ブリスコを破り、チャンピオン・チームとなった。
1983年は9月から10月にかけてテネシー州メンフィスのCWAにスポット参戦し、ジミー・ハートをマネージャーにジェリー・ローラーやオースチン・アイドルと対戦、9月12日にはアイドルからCWAインターナショナル・ヘビー級王座を奪取している。ジョージアでの盟友であり、後にテッド・デビアスに代わるPWF世界タッグ王座のパートナーに起用したアイドルとは、テキサス・ブルロープ・マッチやバンクハウス・マッチによる抗争アングルが組まれるなど、後のハードコア・レスリングにも通じるメンフィス・スタイルの喧嘩試合にも対応してみせた。また、ジェシー・ベンチュラとタッグを組み、ローラー&アイドルとの "Grudge Tag Team Match Of The Year" と銘打たれたタッグ対決も行われている。
GCWがWWFによるブラック・サタデーを経てジム・クロケット・プロモーションズに吸収されてからは全日本プロレスが活動の主体となったが、前述のAWA世界ヘビー級王座戴冠の他、1990年代初頭にはアンダーソンの仲介によりWCWへ参戦し、1990年10月27日にレックス・ルガーからUSヘビー級王座を奪取するなど、アメリカのマット界でも活躍していた。しかし、以降はアメリカのプロレス事情の変化（WWFとWCWの2大メジャーの寡占化）などもあり、全日本プロレスへの参戦に専念することとなった。
1993年はイースタン・チャンピオンシップ・レスリング時代の初期のECWに出場し、8月7日にフィラデルフィアのECWアリーナにてスヌーカが保持していたTV王座に挑戦。9月18日に開催された "ECW Ultra Clash" ではテリー・ファンクとタッグを組み、ブッチャー&ケビン・サリバンと対戦したが、その後はアメリカでの活動を行っていない。
なお、AWAには1979年にも、ウェスト・テキサス州立大学の先輩であるボビー・ダンカンのパートナーとして短期間サーキットしたことがある（当時のAWA世界タッグ王者チームのバーン・ガニア&マッドドッグ・バションに挑戦し、同年8月15日にカナダのマニトバ州ウィニペグにおいてタイトルを奪取したともされている）。また、1984年に行われた全日本主力勢のAWA遠征にも同行し、ヒーナン・ファミリーに加入してニック・ボックウィンクルのパートナーを務めた。
日本を主戦場としていたためアメリカでは評価は高くないと思われがちだが、関係者やレスラーからは大変尊敬されている。ハンセンと同じくテキサス出身でフットボール選手でもあったジョン・レイフィールドもその一人で、ジャスティン・ブラッドショー時代のカウボーイ・ギミックやラリアットなどハンセンのスタイルに倣ったものが多い。2016年にハンセンがWWE殿堂に迎えられた際には、レイフィールドも式典のバックステージにてハンセンを祝福していた。

## 得意技
ウエスタン・ラリアット
ハンセンの代名詞とも言うべき技。前傾姿勢で突進し、左腕を振りぬいて相手の首を刈り倒す。アメリカンフットボールの古典的テクニックであるハイタックル（現在のルールでは反則行為）からヒントを得て編み出した。以降クローズラインの名で多くのレスラーが使うようになり、代表的なプロレス技の1つに数えられている。ハンセン本人の談によると「空手出身の選手はキックや打撃を好み、柔道やレスリングの選手は投げ技、相撲選手はタックル（ぶちかまし）と自分の個性を活かしているのに、なぜフットボール出身者は特性を活かさないのだ?」と、今まで誰も使用しなかったことを不思議に思っていたという。「ラリアットの創始者のように思われているが、たまたまプロレスに最初に取り入れたのが私だっただけのことだ」と語っている。
ウエスタン・ラリアットの名付け親は、新日本プロレス参戦時に「ワールドプロレスリング」の実況を担当していた舟橋慶一である。舟橋は「ラリアットという技は、ハンセンが登場する前からロサンゼルス地区でよく使われていた。僕は、カウボーイスタイルで登場するハンセンが放つラリアットだから、カウボーイの西部劇をイメージして「ウエスタン」をその上につけた」と語っている。
また他選手のラリアット乱発が目立つ中、ハンセンのラリアットは一撃必殺のフィニッシュ・ホールドとして定着しており、相手パートナーのカットやロープブレーク、リング外落下などが無ければ、この技一発でピンフォールを奪えた。相手選手をロープへ振らずにいきなり至近距離で狙い打つ、または試合開始数分で繰り出して終わらせてしまうこともしばしばあった。受けた相手は空中で（受け方にもよるが）一回転してしまうほどで、破壊力のエピソードは下記のように枚挙に暇がない。
- 三沢光晴曰く、ハンセンが放つラリアットは「冗談抜きで目の前に星が飛ぶ」ほどの威力だという。
- 前田日明曰く、現役時代に受けた技で最も痛かったのはハンセンのラリアット（後述）。
- 藤波辰爾曰く、ハンセンのラリアットの威力を例えるなら、布をグルグル巻きにしたバットでフルスイングされるようなもの。
- 川田利明曰く、ラリアットで失神してしまいセコンドの力を借りなければ控え室に戻れなかった、また別のときは歯が折れた。
- 天龍源一郎曰く、ハンセンのウエスタンラリアットだけは二度と受けたくない。
- 小橋建太曰く、ノビましたね。

一撃必殺の威力を保つ秘訣としては、ハンセン曰く「乱発したり序盤で繰り出すのではなく、その技（ラリアット）へつなぐ前の技＝試合内容の組み立てをきちんと行うこと」とのこと。前述した試合開始直後のラリアットで相手を秒殺する筋立ては一見するとこれとは矛盾するが、平素の試合運びによって確立したラリアットへの信用と、対戦相手との格・力量差があってこそ成立するものである。フィニッシュとしてラリアットを繰り出す直前にサポーターをホイップするのは大きな見せ場であり、リング中央でハンセンがサポーターをホイップすると観客から歓声が上がった。
この必殺技の強烈な説得力は、逆に対戦相手にも「ハンセンの命綱たる左腕をいかに殺すか」というストーリーを組み立てさせることを可能とする。対戦相手の左腕殺しがそのままハンセンを押し切るか、あるいは凌ぎきったハンセンがラリアットの一閃で勝利を収めるかは試合の大きな見どころとなった。
ハンセンが最も多用したラリアットのパターンは、対戦相手をロープに振り、跳ね返ってきた相手に走って放つ「ランニング式」であったが、後にグロッキー状態の相手が起き上がるタイミングを待ち、自ら走り込んで放つパターンや、その場で放つ「ショートレンジ式」、走ってきた相手に放つ「カウンター式」、一発目のラリアットをブロックされた際にその場で旋回し、遠心力をつけてもう一度放つ「ローリング式」など、徐々にバリエーションが増えていった。タッグ戦においては、パートナーに相手をコーナースローして貰い、反対の対角線上で待ち構えて放ったり、カットプレーとして、技を仕掛けている相手の頭部に殴るように放つなど、独特のラリアットも披露している。また、ラリアットを放つのは基本的にサポーターを巻いている左腕だが、稀に右腕で繰り出す事があり、どちらも相手を吹き飛ばす強烈な威力を持ち合わせていた。
エルボー・ドロップ
落とす瞬間、自身の掛け声と共に観客から「ディーヤッ!」と声がかかる。腰を落とした相手の背後から胸元へ叩きつけるエルボー・ドロップは強烈で、新人時代の長州はこの技に苦しめられ連戦連敗だった。それ以降、長州はこの技を好んで使うようになった。また、相手をロープに振ってのエルボーは、ウエスタン・ラリアットの布石として使用することが多かった。
スリーパーホールド
一種のヘッドロックであるが相手背面から顎ごと首を腕で締め上げるのが特徴。
ショルダー・ブロック
場外戦での使用頻度の高い技。エプロンから場外の相手にダイビングして放つこともある。かつてはベイダーをも吹っ飛ばしたこともあり、地味だがハンセンのパワーを語る上で欠かせない技。
ショルダー・バスター
ボディスラムの要領で抱え上げ自ら片膝をつき、立てている方の膝に相手の肩を叩きつける。試合中盤の痛め技として使用。
ドロップキック
あまり多用しないが、フォームが美しく相手との距離をしっかり捕らえて打っていたため、確かな威力があった。ブロディとのツープラトン・ドロップキックはタイミングが抜群で、両者共に名手であったため息の合ったタッグが見られた。
逆エビ固め
地味な技ではあるが、ハンセンの逆エビ固めは腰をしっかりと落として決めるため、時には中堅クラスのレスラーからもギブアップを奪うことがあった。リック・マーテルからAWA世界ヘビー級ベルトを奪取した決め技も、ラリアットではなくこの技だった。
抱え式バックドロップ
攻め込まれた際の反撃のきっかけとして使うことが多かったが、1985年7月30日の馬場とのPWFヘビー級選手権では、エプロン上の馬場に対してリング内からトップロープ越しに豪快に引っこ抜いてフォールを奪った。王座から転落した馬場はこの一戦を最後にタイトル戦線から撤退している。この技の第一人者であった鶴田のような威力こそなかったが、力任せで後方へ投げるため三沢や川田のような比較的軽量、小柄な相手に放つと危険な角度で落ちることもあった。
サッカーボールキック
尻もちをついた相手を背中側から思いきり蹴る。中盤の痛め技として使用し、若手時代にこの技を多く受けた川田利明も得意技にしている。
凶器攻撃
トレードマークにしていたカウベル付きのブルロープを振りまわして鞭のように相手を叩いたり、首を絞めたりした。
若き日のハンセンは持ち前の馬力を利用したファイトスタイルを取っていたが、年齢とともにそれが通用しなくなると徐々にプロレス技のレパートリーを増やしていくようになった。上記の技以外では、高速ブレーンバスター、DDT、パワーボムなどを好んで使い、卍固めやドラゴンスリーパー、回転エビ固め等を繰り出したこともある。
投げ捨て式、エビ固め式と両方使ったパワーボムでは、三沢や秋山準をピンフォールしてしまうこともあった。

## 首折り事件の真相
ニューヨークのマディソン・スクエア・ガーデンを主戦場とするWWWF（現WWE）の帝王サンマルチノが、自分が対戦するメインイベントの相手として、中堅時代のハンセンをとある人物から薦められた。プロモーターはビンス・マクマホンだが、推薦人物は先にサンマルチノにコンタクトをとるようにハンセンに忠告した。ハンセンはその忠告を守り、先にサンマルチノと会談した。サンマルチノによると、マクマホンと自分は円滑な関係ではなく、最も大事なタイトル挑戦者選びはマクマホンが取り仕切っていたというが、「君なら間違いないと思う。全力でぶつかってきてくれ」とハンセンを挑戦者として承諾した。ハンセンは続いてマクマホンとコンタクトをとったが、「ブルーノが連れて来たんだ。細かい話はブルーノとしてくれ」と投げ遣りな言葉を返された。頭に来たハンセンだが、せっかくのメインイベンターとしてのチャンスをふいにはできないので、我慢することにした。
結果として、急角度で落下させたボディスラムでサンマルチノの首を負傷させ、しかもラリアットの連発を浴びせたため、以前から首の状態が思わしくなかったサンマルチノは入院、2か月の長期欠場となった。「チャンピオンを怪我させて、どう責任とってくれるんだ!」とマクマホン側の批判は厳しく、ハンセンも顔面蒼白となったが、あらかじめ根回ししていたサンマルチノは、「ハンセンを責めないでくれ。1日も早く回復してみせるから」と擁護したという。結果、WWWFはサンマルチノの穴埋めとしてハンセンを試合に起用し続け、事情を知らない観客からは「俺達の英雄を怪我させたハンセンを許すな!」と非難を一身に浴びることとなった。サンマルチノが復帰しハンセンの契約が切れる頃、マクマホンから「契約を延長してもいい、その気があるならサインしろ。サインしないなら新日本プロレス行きを考えてやる」と言われ、時間をもらいサンマルチノに相談した。サンマルチノは「現状を考えると新日本行きが一番ベター（良い選択）だろう。マクマホンは君に興行収入の何パーセントの還元も約束してくれてないんだろう?」と新日本行きをハンセンに提案した（スター選手に興行収入の数パーセントの還元が約束されるのはアメリカのプロレス界でよくあった慣習で、WWWFでもサンマルチノらにはその待遇が与えられていた）。事情を知らないマスコミは2人には遺恨があると誤解し、「ハンセンはWWWFから追放された」などと報じた。

## ブルーザー・ブロディとの関係

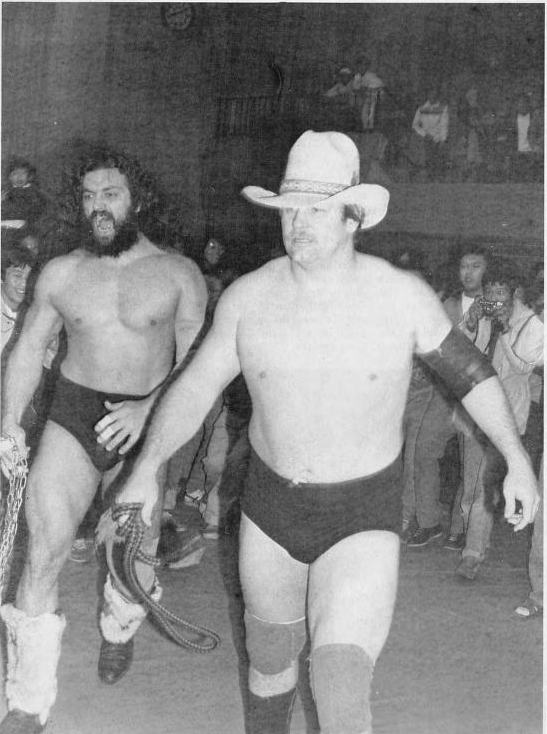
ブルーザー・ブロディとの超獣コンビ（1983年）

ハンセンが大学のクラブ（アメリカンフットボール）の寮を見学した際、案内してくれた人物のルームメイトがフランク・グーディッシュこと後のブロディだった。これが3つ年上のブロディとの初めての出会いで、案内人側の空間はゴミ一つなくきっちり整理されていたのに対し、ブロディ側は新聞紙やビールの空き缶などが散乱していたという。ブロディは本来授業を受けている筈の午後2時に部屋で寝ており、一旦目覚めて「ハーイ!」と陽気に挨拶してきた後、再び高いびきで寝てしまった。案内人はハンセンへ「見せた部屋が不味かったね。他はこんなんじゃないよ」とバツが悪そうに言った。後年この時のことを話す度に、ブロディはいつも顔を紅潮させ恥ずかしがったという（その後ブロディは問題を起こし、大学を退学）。
デビュー後に再会した際、プロモーターがブロディのことを「彼は真面目で何でも私に相談する、好青年だよ」と話しているのを聞き、ハンセンは「フランクめ、猫被ってるな」と吹き出しそうになったという。ハンセンはブロディから「俺の学生時代の愚行はプロモーターには内緒にしてくれよ」と頼まれた。
両者はオクラホマやルイジアナなどミッドサウスのトライステート地区でタッグチームとして売り出されたため、グリーンボーイ時代は苦楽を共にしていた。プロモーターや先輩レスラーと衝突することが多かったブロディをハンセンはたしなめていたというが、ハンセン曰く「もし私とブロディが同じ性格なら、こんなに長く一緒に居ることは出来なかっただろう」と語っている。
全日本プロレスへのハンセンの移籍報告をハンセン本人から聞かされたブロディは「スタン、それは喜ぶべきニュースだが、俺が居るのになぜこれ以上全日にタレントが必要なのだ? 俺だけでは不足なのか?」と不服そうに語ったが、オーナーであるジャイアント馬場の意向をブロディに聞かせ納得させた。ハンセンが全日本登場直前にブロディは「スタン、この時点で馬場は俺達に君のことを何も報告していないんだぜ? 俺やスヌーカ（この時のパートナー）はそんなに信用できないのか?」と不審を募らせた。このような事柄を繰り返してきたため、ブロディのプロモーター不信は蓄積され、後の悲劇を招いたとハンセンは痛感することになる。
ブロディは1985年に新日本へ移籍することになるが、実際に新日本にいたハンセンは、ブロディが移籍したとしても新日本との軋轢は避けられないと確信していた。ブロディはギャラに煩いと思われがちだがハンセンによると金銭よりメインイベンターとしてのプライドの方が強かったという。これらに拍車がかかりプエルトリコの惨劇が起こったとハンセンは断定しており、傍に居ながら止めてやれなかったことを嘆いている。ブロディ死亡後、ハンセンは一時ヒールの仮面を脱ぎ棄ててリング上で追悼のスピーチを行った。

## ハンセンから視た日米のプロレス界
日本での最初の主戦場は新日本プロレスとなったが、待遇やギャラの面では最終的に満足していると語っている。日本人であるアントニオ猪木が不動のエースであることもヒールを自認していたハンセンにとっては受け入れ易いものであった。それでもなおハンセンが移籍へ到ったのは、新日本に対してプロモート業を新間寿に委託している猪木はリング上の対戦相手でしかなく、ビジネスの話ができなかったからだという。その新間の営業戦争企画でアブドーラ・ザ・ブッチャーを全日本から引き抜いたのだが、当時　新日本の外人エースであるハンセンには事前まで何も知らされず当惑させられた上に、新間から「ブッチャーは太りすぎだから長持ちしない」と言われて「自分のことも他のレスラーには同様に悪く言っているのではないか?」との疑念を抱いた。しかも新間が全権を持っているわけでもなく、猪木・新間・坂口征二などの誰が決定権を持っているのかとてもわかりにくかったという。
逆に全日本プロレスはジャイアント馬場が試合のプロモートからギャラの支払いまでを管理していたので、すべて相談できて安心だったという。しかし、不満がないわけではなかった。まず、外国人選手であるザ・ファンクスが全日本のエースに長く君臨することには疑問を抱いており（ハンセンは自伝で「自分が新日本にいた頃の全日本は馬場でも鶴田でもなくファンクスがエースであるように見えた」と回想している）、馬場の次のエースはジャンボ鶴田でなければならないと強く思っていた。
また、ヒールとしての高いプロ意識も葛藤を生んだ。当時の全日本では選手が皆同じバスで移動していたが、他選手と和やかにしている姿をファンに見られたくないハンセンにとって、このシステムは抵抗が強かったという。
また、日本のファンはヒールながら凶器に頼らないハンセンの姿勢を敬愛したため、ブーイングを当然と考えていたハンセンは戸惑いを感じていた。そうしたファンへは感謝もしていたが、現役時代はこれを素直に表現できず、苦痛だったという。
アメリカでは移動、宿舎の手配まで自身で行わなければならず（一部の団体除く）、いくらギャラが高くても安心できない面があることや一時の人気でトップに上ってもすぐに捨てられる可能性があることをハンセンはこれまでの経験で痛感しており、「一時、新日本は全日本に比べて事務的だと思ったがアメリカの団体と比べれば新日本に対して失礼だ」とも思ったという。長い期間と広い視野でプランを立てる日本プロレス界をハンセンは強く支持していた。

## エピソード
- ハンセンに「プロフェッショナルの礼儀」を教えたのはバディ・コルトとされる[69]。若手時代のハンセンはフロリダ地区のTVテーピングでコルトのジョブ・ボーイを務めたことがある。試合はコルトが一方的な勝利を収めたが、臆することなく叩きのめされたハンセンに対し、コルトは試合終了後に「サンキュー」と囁いたという[69]。自分がプロフェッショナルとして「いい仕事」をしたことをコルトに認められたと解釈したハンセンは、その日のことを一生忘れないと述懐している[69]。以来ハンセンは、自身が格下のジョバーを相手にする立場になってからも、一生懸命に戦ってくれた相手に対しては「サンキュー」と声をかけるよう心掛けていたという[69]。
- 日本マット界ではシングル戦だけでなくタッグ戦でも顕著な成績を残した。ブロディのみならず、組んだあらゆるパートナーと実績を残しているのも特徴であり、8人のパートナーとタイトルを獲得したほか（後述の「獲得タイトル」の「全日本プロレス」項参照）、タイトル獲得歴には至らなかったがベイダー、ジョニー・エース、ジャイアント馬場、田上明らと組んで世界最強タッグ決定リーグ戦上位進出を果たしている。新日本参戦時もディック・マードックとの「テキサス・ロングホーンズ」やハルク・ホーガンをパートナーにMSGタッグ・リーグ戦で上位進出した。
- 現役時代はカウボーイハットの一種であるキャトルマン（日本のテレビ中継などにおいてテンガロンハットと称されるがこれは誤り）にドクロマークを縫い込んだベストとチャップス、ウエスタンブーツをモチーフにしたリングシューズ、手にはブルロープ（後年はカウベル付のものを使用）というカウボーイスタイルのコスチュームで、入場時には手にしたブルロープで近くの観客を手当たり次第に殴りつけ、「怖いガイジン」のイメージを通し続けたが、右手で牛の角の形を作り（テキサス・ロングホーン）「ウィー!!」という雄叫びで会場人気を集め、ブルロープで殴られることを求めてハンセンに近づくファンもいた。近づきすぎて軽いけがをしたり、そのまま倒れてしまうファンもいたが、ハンセンは試合後そのファンを控え室へ呼んだりリング上において、詫びの言葉とともにサインを書いてプレゼントしたこともある[20]。カウボーイハットは新日本プロレスから全日本プロレスへの移籍前や全日本移籍直後の馬場とのシングル戦、1982、1983、1988年の最強タッグ最終戦や現役最後の試合などで観客席に投げ込んだことがある。
- なぜ「ウィー!」と叫ぶのかと質問された際、当時を回想して「私が新日本に上がっていた頃は猪木も坂口も同じ外国人のタイガー（ジェット・シン）も自分より年上で、全日本に来てからも馬場も年上だった。そんな彼らに「俺はお前らより若いんだ。ニュー・ジェネレーション・パワーを見せつけてやる!」という思いが強くそれで「ユース（YOUTH）!」と叫んでいた」という[70]。それが日本人の耳には「ウィー!」と聞こえたというのが真相らしい（2006年『週刊プロレス』インタビューより）。
- ブルロープ所持のアイデアは新日本時代のタイガー・ジェット・シンのサーベルにヒントを得たとされる[71]。両者のリングでの絡みは多くはなかったが不仲ではなく、ハンセンはシンを来日常連レスラーの先輩として接していた。大暴れしながら入場するスタイルなど、シンからはヒールとしてのギミックをいろいろ盗み手本にしたという[71]。また1981年にアブドーラ・ザ・ブッチャーの新日本プロレス参戦が決定した際、両者は「なぜ今さらブッチャーが必要なのか？」と価値観も一致しており、結果的にシンとハンセンはほぼ同時期に全日本プロレスへ移籍している。
- 全日本プロレスに初来日した際、東京国際空港から東京の下町に入った際に見入った光景が、子供のころに見た『ゴジラ』そのものであり、それがすごく印象的だったという。また、日本のトイレの使用方法が分からないなど、初来日当初はカルチャーショックの連続だったという[22]。
- 極度の近視のため[11]、リング外では厚いレンズのメガネをかけている。リング上で手当たりしだいに暴れまわっていたのは、目の前がよく見えなかったためだと複数のレスラーが述懐している。ある試合でロープを振り回しながら入場していた所、高齢の女性にロープが直撃してしまった。後にそのことを気付いたハンセンが、小声でひたすら「ソーリー」と謝っていたという。入退場を含め常に動き回る本当の理由は、アメリカ本土において狂人的なファンから銃器や刃物で生命を狙われた経験が元で、自分を守るための苦肉の策だったという。
- 試合で防戦一方となるシーンを滅多に見せなかった。攻め込まれてどんなにダメージを負っていても、そのままリングに倒れ込むことなく必ず立ち上がって反撃した。馬場はこのファイトスタイルを「むちゃくちゃなリズムで読めない」と評しながらも絶賛した。ハンセン自身は「(近視のため)相手が痛がってるとか苦しんでるとか、その表情までは見えないから、お構いなしに攻めた結果だった」と語っているが、「（ブロディと自分の）俺達の体格でこれほど動けて、ガス（スタミナ）を持っているレスラーは稀だ」と自画自賛もしている。
- 入場の際乱入したファンへ怒り、それを止めに入った若手選手へ花道でパワーボムを見舞ったこともある。
- 1980年代は試合後の暴れっぷりも激しく、特に引き分け裁定や負け試合の時には対戦相手に八つ当たりの乱闘を起こすのが常だった。それは乱闘を止めに入った中堅若手のセコンドにも矛先が向かうのも常道で、若手時代の三沢や川田利明にも被害が及んだ（要領の良かった冬木弘道は受難頻度が一番少なかった）。セコンドにウエスタン・ラリアットを浴びせグロッギーにしてしまうことも多々あったが、受けた若手セコンドとすればたまったものではない半面、ハンセンのラリアット見たさに足を運んだファンを満足させることになり定番化した。新日本時代に決まってラリアットを受けていた前田日明は、現役時代一番痛かったのはハンセンのラリアットだったと発言している（2007年10月4日放送のアメトーーク!にて）。
- 1988年3月の秋田失神事件に関して、天龍はこのことを振り返り「俺としては思い切り殴り合えたからスッキリした。当時の俺たちのプロレスは一線を越えてナマの感情をぶつけ合うものだった」と述べている[72]。ハンセンもまた、自らのプロレス人生を振り返る形で「喧嘩ではなくビジネスだと思っていても、絶対に譲れない部分がある。だから、どうしても一線を越えてしまうのだ。それが闘いというものだろう」と、天龍と一致する見解を述べている[73]。2022年9月に芳林堂書店高田馬場店で行われた天龍&ハンセンのトークショーや2024年3月に東京スポーツが行ったインタビューにて、天龍とハンセンの2人は真相を明かし、天龍はザ・グレート・カブキに「ハンセンが龍原砲の控室を探してるから逃げろと言われた」と話した他、さらに天龍は、秋田市内の宿舎が外国人選手と同じ宿舎で、ハンセンが部屋に入るまで原と2人でタクシーの中で待機していた後にチェックアウトした上で他のホテルに移動していた事も明かした。ハンセンもカブキに「試合は終わったんだからもういい。落ち着け!」と言われていた事を明かした。さらにハンセンは、「秋田大会当日、私を止めることができるのはカブキさんしかいなかった」と語った[74][75]。テリー・ゴディも「秋田大会におけるハンセンは闘牛場の牛のようだった」と述べている[29]。秋田大会当日にサブとして実況席にいた若林健治（龍原砲VSハンセン&ゴディの実況を担当したのは倉持隆夫）は、記者から「日本テレビのスタップルームへ行くな。ハンセンが暴れているから、見つかったら襲撃されて大変な事になる」と言われ、日本テレビのスタッフルームへ向かわずに、そのまま会場を離れたという[28]。
- ジャンボ鶴田は無名時代ともにトレーニングを積み、トミーの愛称で呼ぶほどの親友で、馬場元子夫人が日本から送ったインスタントラーメンを2人で分けて食べたという。また、その味にいたく感激し、送られてきたインスタントラーメンを一人で全部食べてしまったこともあった。新日本時代に対戦した同期のボブ・バックランドにも同じことが言える。2000年の鶴田の死に際しては多大なショックを受け、ハンセンが引退したのはその死から間もないことだった。鶴田が引退後にアメリカ在住を考えた際、その相談にも乗っていたという。
- アメリカマットでの活動を控え全日本を主戦場とするようになってからは、ほとんど毎シリーズ全戦参戦しており、オフの時期はアメリカの自宅でコンディションを整え、万全の状態で全日本に上がることだけを考えていたという。また、全日本プロレスとは当初2年契約を交わしていたが、それが切れてからも互いの確かな信頼関係を基に、馬場はファーストクラスの往復航空券を送り、ハンセンもリングに上がり続けた。
- 全日本では外国人選手のリーダーとしての顔も持っていた。来日間もない頃のジョニー・エースやテリー・ゴディには、宿舎を出て日本の風土に親しむようアドバイスし、居酒屋での食事の仕方も指導していた[76]。
- 引退後も朝食に納豆を欠かさないなど日本食に親しむようになったが、そのきっかけは、キング・イヤウケアから日本食の旨い店を教わっていたブロディであるという[77]。箸の使い方も大変上手である。
- 1983年にPARCOのテレビCMにメインキャラクターとして起用された。「狩人か、旅人か」というキャッチコピーだったこのCMは好評で、電通作成の「広告景気年表」にて同年の代表作の一つとして取り上げられている。
- 1990年4月13日、WWF・新日・全日三団体共催東京ドーム大会のメインでハルク・ホーガン と対決し敗れる（当初、ホーガンの相手はテリー・ゴディが予定されていた）。対戦時の実況ではハンセン曰く「ホーガン、確かにお前はアメリカでは一番かもしれないが俺はお前が捨てた日本で今まで頑張って来たんだ！」と語られていたが、ホーガンが日本に居れなくなったのは日本プロレス界の政治的なものでハンセンもそれの経緯を知っている。新日主催の対戦時にプライベートでの両者は親友同士で、同年上映されたホーガン主演の映画『ゴールデンボンバー (映画)』にはハンセンも出演している。
- 配偶者であるユミ夫人の母が住む神奈川県大和市で約2年、家族で住んでいた。武道館での試合後、横浜駅から相鉄本線に乗り換えて大和に帰る時、さっきまで会場にいた人たちに姿を見られ『なんでハンセンが相鉄に乗ってるの!?』と驚かれたこともあるという[78]。
- 2000年11月19日、馬場元子社長（当時）からハンセンの引退が発表され、そのあと引退試合は行わなかった。理由は「日本のファンに、強いスタン・ハンセンのイメージを持ってもらったまま引退したかった」という理由で、長年酷使してきたボロボロの肉体を、日本のファンに見せたくなかったという。
- 引退に関して「長年日本プロレス界の発展に貢献した」として小林邦昭と共に財団法人・日本プロスポーツ主催の2000年度日本プロスポーツ大賞に招かれた。松井秀喜と一緒にテキサス・ロングホーンを作って写真に納まった姿が各スポーツ新聞に掲載された。
- 全日本に馬場の色が無くなって以後も協力しているのはなぜか？と質問され「ババには色々とよくしてもらい感謝している。そのババが作ったオールジャパンがどんな形だろうと存在する限り私は協力する」と答えた。全日本に対して「ここは、私の勤めた会社だ」とも語っている。
- 食えないグリーンボーイ時代、飢えをしのぐ為にブルーザー・ブロディと無銭飲食まがいの行為をしたこともある。知らない他人の畑に行ってトウモロコシを無断で拝借したこともあるという。これを引退後に「非常に恥ずべき行為だった」と自己批判している（自著『魂のラリアット』より）。
- 良い意味で世渡り上手であり、大義をなすならプライド・金銭は二の次という日本人の気質に近い考え方を持っているのが、日本で成功した最大の要因であると考えられている[79]。移籍をしなければならないときは契約通り違約金を払うなど、交渉の部分でも紳士的であった。全日本プロレスで他の選手がWWFなどの他団体に大量に引き抜かれた時期も、ハンセンは馬場を支持し最後まで付いて行くと決めていたため、馬場の死は深い悲しみだったという。相棒、ブルーザー・ブロディが逆に世渡り下手だったため、歯止めを行ったというが結局それは叶わなかった。ブロディの新日本移籍にも反対であったが、決まるとできるだけの知識を授けた。ジャンボ鶴田死去後も現役でありながら彼を語るのは自分の義務としてインタビューに応えた。
- プロレスの勝ち負けに対するシナリオの有無を遠まわしに自伝に記しており、「善人でないとヒールは務まらない」、ジャンボ鶴田に対しても「ここは彼の国なので彼が天下を取るのは当然だ」と自身の分をわきまえていたが、「馬場がなぜザ・ファンクスにあれほど気を使うか理解できない」という点でブロディと同意見を持っていた。
- ハンセンは他にもザ・ファンクスには自分をプロレスラーにしてくれた恩人と思う反面、グリーンボーイ時代に身の安全やギャランティの上でアメリカ本土での希望ルートを聞き入れて貰えなかったことを不満に思っていたのは確かだったと言う。特にテリー・ファンクとの接点が多く、テリーはハンセンにとって学生時代から「近所の兄貴」と言う印象が強かったが、レスラー時代には不遇な扱いをされた印象も度々と言う。しかし、現役晩年にテリーとタッグを組む機会があり、「お前も歳を取ったな」とのテリーの言葉がハンセンに引退を決断させる一つの原因になったとも語り、終始ハンセンに大きな影響を与えた人物であった。
- 『プロレススーパースター列伝』で自身の生立ちを誇張されて描かれたのに対しては「あれはあれで、ドラマチックに描いてくれた作者（梶原一騎）に感謝している」とプロのコメントを残している。
- 全日本プロレス移籍後は、『全日本プロレス中継』プロデューサーであった原章と親交を深め、原が『全日本プロレス中継』を離れてスポーツ局でチーフプロデューサーに昇進した時には、日本テレビで放送されていたスーパーボウル中継にハンセンをゲストに迎えたこともある[12]。
- 元阪神タイガースの内野手ランディ・バースと住居が近所だったこともあり親交が深く、以来阪神タイガースファンを貫き通している。1984年4月に阪神甲子園球場にて初対面した際、バースがハンセンに対してホームランを放つと公言し、公言通り当日ホームランを放っている。日本でバースの試合を観戦したこともある。1983年4月に広島市で掛布雅之と対面した際は、ハンセン、ロン・バス、掛布の3人で店の中にあったビールを全部飲み切ったという。2015年6月に阪神百貨店梅田本店内にある阪神タイガースショップで行われたトークショー&サイン会において、阪神ファンであることやバースと親交が続いていることを明かした。トークショー&サイン会の前日には、背番号「8000」が入った縦縞のユニホームで阪神甲子園球場へ出向き、マット・マートンなどと談笑して阪神にエールを送った[80]。
- 漫画家鳥山明は『Dr.スランプ アラレちゃん』でハンセンを模した「マスクドメロン」（ハンセンにメロンのマスクを被せたもの）を登場させている。また、週刊少年ジャンプでの連載初期には、リングコスチューム姿のアラレとロングホーンをするハンセンを扉絵に描いている。
- グリーンボーイ時代の若いうちに結婚し子供もいたので、仕送りをしていた。ザ・ファンクスのテリトリーでは教師時代より収入が良かったが仕送りのために生活は苦しかったという。全盛時はアメリカと日本を往復する生活を繰り返していたが、治安の良さで外食に出ても安心な日本の方が良かったことも語っている。最終的に家族を十分養えるギャランティを払ってくれた全日本と馬場には強く感謝しており、現役の晩年は全日本一本に絞っても十分だったため、スケジュール調整も楽だった。因みに子供は前妻に2人、後妻（日本人）に2人の計4人で全てハンセンが親権を獲得している。
- ヒールレスラーだった反面、社交的で友人（戦友）を大事にする性格であり、試合では決して遺恨を残さない。現役時代でもブルーノ・サンマルチノと談笑したり、2008年にはIGFにウィットネスとして共に来日したドリー・ファンク・ジュニアとの再会を喜び、同様に自分を呼んでくれたアントニオ猪木にも感謝した。なお、ハンセンは全日本所属時代に猪木の現役30周年記念セレモニーに駆け付けているが、同日ジャイアント馬場の30周年記念試合にも出場し両者の顔を立てている。
- 多くのレスラー同様、現役時代の酷使により両肩・両ひざは人工関節である[81]。
- 雪祭り札幌2連戦の初日、観客が投げたパイプ椅子が自身に直撃し、近眼で状況が把握できなかったハンセンは近くにいた一般人を殴ってしまった。被害者は警備員の入れ知恵により警察に誘導される形で被害届を書いてしまった。ハンセンは逮捕されてしまったが新間寿の贔屓筋である福田赳夫の取り成しによって事態は収まった。被害者は「私は被害届を出した覚えはない。事情聴取されたと思ってハンコをついただけ。今日もスタン・ハンセンの試合を観に行く」と話し、ハンセンは被害者に食事をおごってもらうなどしたという[79]。
- 1990年代、日本テレビ系「とんねるずの生でダラダラいかせて!!」ではハンセンのテーマ曲であるサンライズを使い、出演者（主に石橋貴明）が暴れるシーンでBGMとして流し、定番ギャグとなっていた。2000年代以後もテレビ朝日系「内村プロデュース」でサンライズは同様の使われ方をされるなど、バラエティ番組の乱闘シーンで重用されている。
- 1990年代までは、自らの試合を裁くレフェリーにジョー樋口を指名するのが常で、当時全日本では2番手格だった和田がレフェリーを務めると露骨に嫌がる素振りを見せた。和田は後に「ハンセンと俺には、簡単に言うと信頼関係がなかったんです」と語っている。しかし2000年の全日本・ノア分裂騒動において和田が全日本に残留したため「お前は裏切らなかったのか」と評価を一変させ、以後は和田のレフェリングも受け入れるようになった[11]。
- 東京スポーツが、アントニオ猪木VSジャイアント馬場が実現していた場合に関して尋ねたところ、ハンセンは「きれいに終わることはないだろう。2人は優れたものを持っており、答えを出すことはない。接戦となり、時間切れ引き分けに終わるだろう」と見解を示した[6]。

## 著書
- 『不沈艦スタン・ハンセンの必殺!ラリアート一直線』（講談社、1983年10月、翻訳：リチャード田中）ISBN 4-06-101502-8
- 『君にも必殺ラリアート』（東京スポーツ新聞社、1983年1月1日）ISBN 4-8084-0061-8
- 『魂のラリアット』（双葉社、2000年10月）ISBN 4-575-29108-0
- 『日は、また昇る。』（徳間書店、2015年11月13日）ISBN 9784198640460

## 参考書籍
- 『週刊ゴング2月14日増刊不沈艦S・ハンセン引退記念号』（日本スポーツ出版社、2001年）

## 入場テーマ曲
- 『THEME FROM FIREPOWER』/ ガトー・バルビエリ（en:Gato Barbieri）のアルバム、『Passion and Fire』の5曲目、『Gato Barbieri - Greatest Hits』の3曲目

新日本参戦時代には複数の入場テーマ曲が使われていたが、1980年（同年2月にNWF王座を猪木から奪取）にラリアットの場外弾を連発し、観客総立ち状態にさせていた当時の入場テーマ曲。サンライズのイントロのように牧歌的な部分が一切なく、妥協なきハンセンのファイトのイメージに合致するので根強いファンも多い。『FIREPOWER』は映画の原題で、邦題は『リベンジャー』。
- その他、新日登場時には『COSMIC SURFIN' (YMO:Live盤)』、『When Your Love Is Gone (MFSB)』、『ウエスタンラリアート（オリジナル）』等、複数曲が使用されていた。

- 『サンライズ』/ スペクトラム

ジャイアント馬場の日本テレビスポーツのテーマ、アントニオ猪木の炎のファイター、ミル・マスカラスのスカイハイ、ザ・ファンクスのスピニング・トーホールドなどと並んで、一般にも知られているほど有名な曲。会場で使用されたものは、前奏としてケニー・ロジャースの「SO IN LOVE WITH YOU」の前奏（馬の嘶きと駆ける音、鞭音もミックス）を付けて、曲のつなぎの部分にスペクトラムの2ndアルバムOPTICAL SUNRISE収録曲『MOTION』の導入部の音を被せてから、ボーカル部分をカットしたイントロから間奏部分の構成で編集されたもの。そのため、著作権の問題からビデオや再放送ではカバー音源に差し替えられているものも多い。また、サンライズは全日本プロレスが天龍源一郎の入場曲を公募した時に候補として挙げられたが、天龍よりハンセンのイメージに合うと判断されてハンセンの入場曲になったというエピソードがある。
現在でも高校野球の応援曲やバラエティ番組などで乱闘時のBGMなど多くの番組で、プロレスや格闘技をイメージさせる曲として使用される。

## 獲得タイトル
NWAトライステート

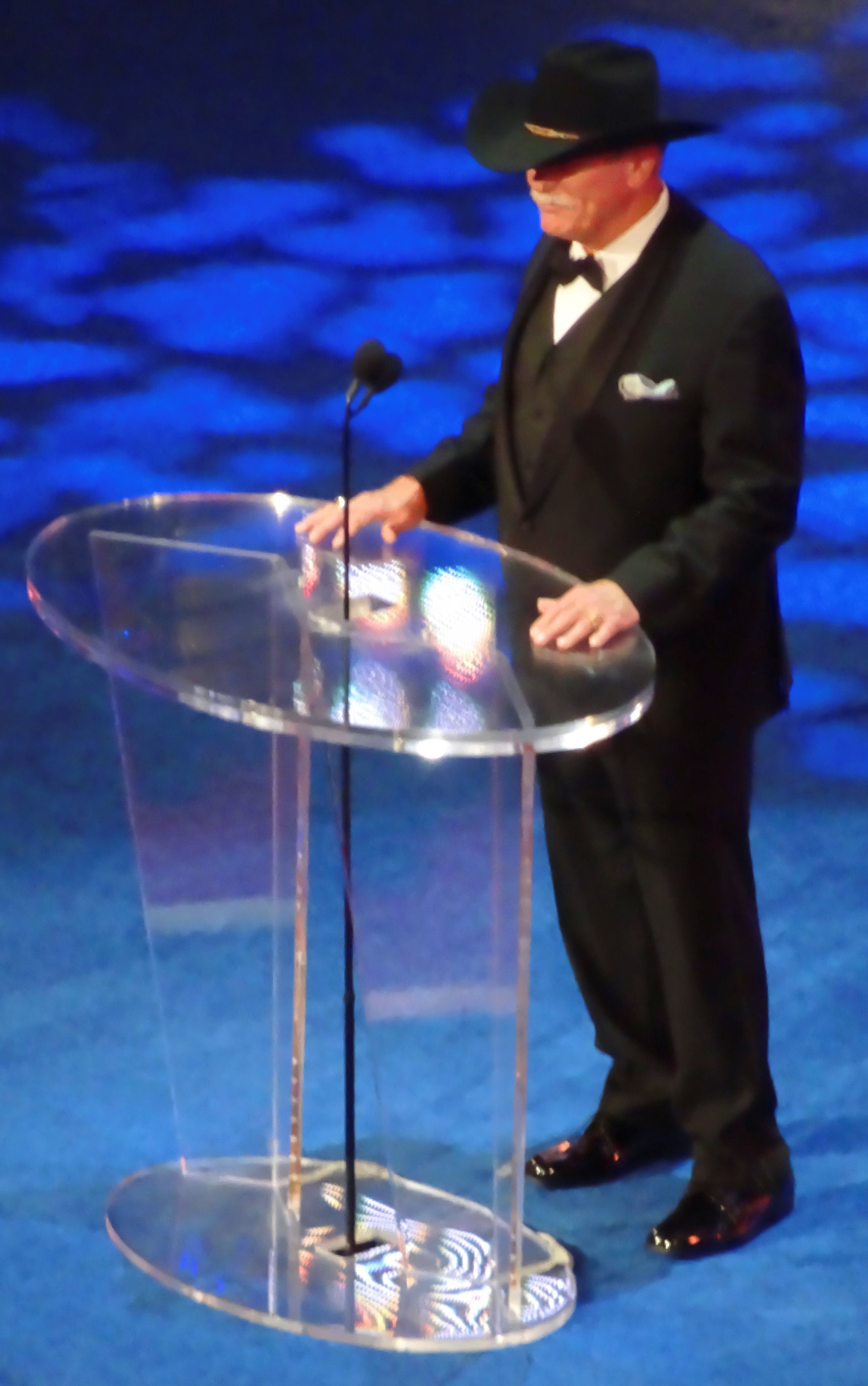
WWE殿堂入り式典にて（2016年）

- NWA北米ヘビー級王座（トライステート版）：2回[49]
- NWA USタッグ王座：2回（w / フランク・グーディッシュ）[2]

NWAビッグタイム・レスリング
- NWAテキサス・ヘビー級王座：1回[48]
- NWAテキサス・タッグ王座：1回（w / キラー・ブルックス）[47]

ジョージア・チャンピオンシップ・レスリング
- NWAコロンバス・ヘビー級王座：1回[51]
- NWAジョージア・ヘビー級王座：2回[50]
- NWAジョージアTV王座：1回[52]
- NWAジョージア・タッグ王座：3回（w / トミー・リッチ×2、オレイ・アンダーソン）[82]

ミッドアトランティック・チャンピオンシップ・レスリング
- NWA世界タッグ王座（ミッドアトランティック版）：1回（w / オレイ・アンダーソン）[54]

コンチネンタル・レスリング・アソシエーション
- CWAインターナショナル・ヘビー級王座：1回[56]

アメリカン・レスリング・アソシエーション
- AWA世界ヘビー級王座：1回[25]

ワールド・チャンピオンシップ・レスリング
- WCW USヘビー級王座：1回[60]

新日本プロレス
- NWFヘビー級王座：1回[83]

全日本プロレス
- 三冠ヘビー級王座：4回
- 世界タッグ王座：8回（w / テリー・ゴディ×2、天龍源一郎×3、ダニー・スパイビー、テッド・デビアス、ゲーリー・オブライト）
- インターナショナル・ヘビー級王座：1回
- インターナショナル・タッグ王座：1回（w / ロン・バス）[24]
- PWFヘビー級王座：4回
- PWF世界タッグ王座：4回（w / ブルーザー・ブロディ、テッド・デビアス×2、オースチン・アイドル）
- UNヘビー級王座：1回
- チャンピオン・カーニバル - 2度優勝。（1992年、1993年）
- 世界最強タッグ決定リーグ戦 - 4度優勝。（1983年、1985年、1988年、1989年）（w / ブルーザー・ブロディ、テッド・デビアス、テリー・ゴディ、天龍源一郎）

三冠ヘビー級王座は、インターナショナル・ヘビー級王座、PWFヘビー級王座、UNヘビー級王座の統一王座だが、1989年4月18日の王座統一前に三つの各王座を全て獲得したのはハンセンのみである（ただし、UNヘビー級王座戴冠時はPWFヘビー級王座との二冠王者だった）。
プロレス大賞
- 1980年度プロレス大賞 大衆賞
- 1982年度プロレス大賞 最優秀外人賞
- 1982年度プロレス大賞 年間最高試合賞（2月4日東京体育館、PWFヘビー級選手権試合、ジャイアント馬場 vs スタン・ハンセン）
- 1988年度プロレス大賞 年間最高試合賞（7月27日長野市民体育館、PWFヘビー級、UNヘビー級ダブル選手権試合、天龍源一郎 vs スタン・ハンセン）
- 1992年度プロレス大賞 年間最高試合賞（6月5日日本武道館、三冠ヘビー級選手権試合、川田利明 vs スタン・ハンセン）
- 1998年度プロレス大賞 最優秀タッグチーム賞（w / ベイダー）
- 2000年度プロレス大賞 特別功労賞

ワールド・レスリング・エンターテインメント
- WWE殿堂：2016年度[32]

## マネージャー
- バック・ロブレイ（NWAトライステート）
- フレッド・ブラッシー（WWWF / WWF、NJPW）
- オレイ・アンダーソン（GCW）
- ジミー・ハート（CWA）
- ボビー・ヒーナン（AWA）